# Nati il 2 agosto
| Questa pagina contiene informazioni ricavate automaticamente dalle voci biografiche con l'ausilio del template Bio e di un bot. L'aggiornamento è periodico e automatico e ricostruisce completamente la pagina. Se manca una persona in questa lista, sei pregato di non aggiungerla, ma accertati piuttosto che la sua voce biografica contenga il template Bio e che i dati anagrafici siano correttamente compilati. Se il template Bio manca, inseriscilo tu stesso o, in alternativa, metti l'avviso {{tmp\|Bio}} che ne segnala la mancanza. Se i dati riportati sono sbagliati, correggi direttamente la voce biografica; le modifiche saranno visibili in questa lista entro pochi giorni. Per chiarimenti vedi il progetto biografie. La lista contiene solo le 1.154 persone che sono citate nell'enciclopedia e per le quali è stato implementato correttamente il template Bio. Pagina aggiornata al 17 ago 2025. |

## XIV secolo(1)
- 1373 - Adolfo I di Kleve, nobile († 1448)

## XV secolo(2)
- 1424 - Giovanni II di Lorena, duca francese († 1470)
- 1455 - Giovanni I di Brandeburgo, principe tedesco († 1499)

## XVI secolo(8)
- 1530 - Teotonio di Braganza, arcivescovo cattolico portoghese († 1602)
- 1533 - Theodor Zwinger, scienziato svizzero († 1588)
- 1538 - Serafino Olivier-Razali, cardinale e patriarca cattolico francese († 1609)
- 1549 - Mikołaj Krzysztof Radziwiłł, nobile polacco († 1616)
- 1552 - Boris Fëdorovič Godunov, sovrano russo († 1605)
- 1558 - Herman van den Bergh, militare olandese († 1611)
- 1571 - Carlo I di Guisa, nobile francese († 1640)
- 1598 - Andrea Cantelmo, nobile e condottiero italiano († 1645)

## XVII secolo(20)
- 1602 - Gaspar Alfonso Pérez de Guzmán, nobile spagnolo († 1664)
- 1612 - Saskia van Uylenburgh, olandese († 1642)
- 1626 - Charles Le Moyne, esploratore francese († 1685)
- 1627 - Samuel van Hoogstraten, pittore olandese († 1678)
- 1630 - Stefano Douayhy, patriarca cattolico libanese († 1704)
- 1640 - Gérard Audran, incisore francese († 1703)
- 1641 - Samuel Bottschild, pittore tedesco († 1707)
- 1646 - Jean-Baptiste du Casse, pirata e ammiraglio francese († 1715)
- 1660 - Luis Francisco de la Cerda y Aragón, nobile e politico spagnolo († 1711)
- 1661 - Pascasio Giannetti, filosofo italiano († 1742)
- 1664 - Filippo Reinardo di Hanau-Münzenberg, conte tedesco († 1712)
- 1670 - Marie Émilie de Joly de Choin, francese († 1732)
- 1672 - Johann Jakob Scheuchzer, naturalista e medico svizzero († 1733)
- 1674 - Filippo II di Borbone-Orléans, nobile, politico e generale francese († 1723)
- 1675 - Giulio Cesare Compagnoni, vescovo cattolico italiano († 1732)
- 1679 - Louis Henri de La Tour d'Auvergne, nobile francese († 1753)
- 1682 - Antonio Lucci, vescovo cattolico italiano († 1752)
- 1684 - Sofia di Sassonia-Weissenfels, duchessa († 1752)
- 1696 - Mahmud I, sultano ottomano († 1754)
- 1698 - Giovanni Miazzi, architetto italiano († 1797)

## XVIII secolo(33)
- 1701 - Johann Conrad Werle, organaro austriaco († 1777)
- 1702 - Dietrich di Anhalt-Dessau, nobile tedesco († 1769)
- 1703 - Lorenzo Ricci, gesuita e teologo italiano († 1775)
- 1716 - George Carnegie, VI conte di Northesk, nobile e ammiraglio scozzese († 1792)
- 1718 - Pedro Pablo Abarca de Bolea y Ximénez de Urrea, politico e generale spagnolo († 1798)
- 1739 - Pietro Nizzati di Boyon, avvocato italiano († 1817)
- 1740 - Jean Baptiste Camille Canclaux, generale francese († 1817)
- 1740 - Anton Franz Lamberg-Sprintzenstein, diplomatico e collezionista d'arte austriaco († 1822)
- 1750 - Pietro Cugini, architetto italiano († 1821)
- 1751 - August Christian Andreas Abel, violinista tedesco († 1834)
- 1751 - William Adam, politico e avvocato britannico († 1839)
- 1751 - Nicolas-Marie Gatteaux, medaglista e scultore francese († 1832)
- 1751 - Lorenz Hübner, presbitero, scrittore e pubblicista tedesco († 1807)
- 1754 - Pierre L'Enfant, architetto e urbanista francese († 1825)
- 1755 - Jan Henryk Dąbrowski, generale polacco († 1818)
- 1760 - Papa Leone XII, papa, arcivescovo cattolico e cardinale italiano († 1829)
- 1766 - Louis Delgrès, militare, condottiero e politico francese († 1802)
- 1772 - Luigi Antonio di Borbone-Condé, nobile francese († 1804)
- 1775 - William Henry Ireland, scrittore britannico († 1835)
- 1776 - Friedrich Stromeyer, chimico tedesco († 1835)
- 1777 - Ottavio Moreno, abate, avvocato e politico italiano († 1852)
- 1779 - David Campbell, politico statunitense († 1859)
- 1779 - Francis Scott Key, giurista, scrittore e poeta statunitense († 1843)
- 1782 - Joannes van Hooydonk, vescovo cattolico olandese († 1868)
- 1783 - Domenico Mazzoni, filosofo e presbitero italiano († 1853)
- 1784 - Carlo Giuseppe Beraudo di Pralormo, diplomatico e politico italiano († 1855)
- 1788 - Leopold Gmelin, chimico tedesco († 1853)
- 1789 - Johann Dössekel, avvocato, giudice e politico svizzero († 1853)
- 1790 - Vincenzo Ottaviani, medico, micologo e botanico italiano († 1853)
- 1793 - Joseph Sturge, politico e attivista britannico († 1859)
- 1798 - Gabrio Casati, nobile, politico e patriota italiano († 1873)
- 1799 - Mariano Gómez, presbitero, scrittore e educatore filippino († 1872)
- 1799 - Carl Ludwig Philipp Zeyher, botanico e entomologo danese († 1858)

## XIX secolo(176)
- 1801 - Cesare Costa, architetto italiano († 1876)
- 1802 - Nicholas Patrick Stephen Wiseman, cardinale, arcivescovo cattolico e orientalista inglese († 1865)
- 1803 - Charles Louis François Marion, generale francese († 1866)
- 1807 - August Zang, imprenditore, editore e banchiere austriaco († 1888)
- 1808 - Frederick Thomas Pelham, ammiraglio britannico († 1861)
- 1810 - Luigi Ghilardi, militare italiano († 1864)
- 1812 - Giovanni Battista Delponte, docente, medico e botanico italiano († 1884)
- 1815 - Adolf Friedrich von Schack, scrittore e poeta tedesco († 1894)
- 1816 - Carlo Naya, fotografo italiano († 1882)
- 1817 - Valdemaro di Prussia, nobile e militare prussiano († 1849)
- 1818 - Alessandro di Orange-Nassau, nobile († 1848)
- 1819 - Pier Ambrogio Curti, scrittore, storico e patriota italiano († 1899)
- 1820 - Georg Emil Libert, pittore danese († 1908)
- 1820 - Domenico Tonarelli, politico e prefetto italiano († 1886)
- 1820 - John Tyndall, fisico irlandese († 1893)
- 1823 - Arturo Conti, architetto italiano († 1900)
- 1823 - Edward Augustus Freeman, storico inglese († 1892)
- 1824 - Francesca di Braganza, principessa brasiliana († 1898)
- 1825 - J. Neely Johnson, politico statunitense († 1872)
- 1825 - Tito Speri, patriota italiano († 1853)
- 1827 - Giovanni Inzani, chirurgo italiano († 1902)
- 1827 - Manuel Pavía, generale spagnolo († 1895)
- 1831 - Wilhelm von Christ, filologo classico tedesco († 1906)
- 1832 - Francesco Corazzini, filologo, storico e patriota italiano
- 1832 - Carl Justi, storico dell'arte tedesco († 1912)
- 1832 - Henry Steel Olcott, agronomo, giornalista e avvocato statunitense († 1907)
- 1832 - Anton von Wolkenstein-Trostburg, diplomatico austro-ungarico († 1913)
- 1833 - Gaetano Licopoli, botanico italiano († 1897)
- 1834 - Auguste Bartholdi, scultore e patriota francese († 1904)
- 1835 - Elisha Gray, ingegnere statunitense († 1901)
- 1837 - Augustus Hervey, politico britannico († 1875)
- 1837 - Ferdinand Bischoffsheim, banchiere e politico belga († 1909)
- 1840 - Gustave Léon Niox, generale francese († 1921)
- 1843 - Basilio Cittadini, giornalista italiano († 1921)
- 1844 - Alessandro di Oldenburg, principe tedesco († 1932)
- 1845 - Ronald Gower, scultore, scrittore e politico britannico († 1916)
- 1846 - Louis Poyet, incisore e illustratore francese († 1913)
- 1847 - Bernardo Arnaboldi Gazzaniga, politico italiano († 1918)
- 1847 - Cecil Francis Parr, tennista britannico († 1928)
- 1849 - Maria Pia di Borbone-Due Sicilie, principessa († 1882)
- 1850 - Tawhida Hanim, principessa egiziana († 1888)
- 1854 - Francis Marion Crawford, scrittore e drammaturgo statunitense († 1909)
- 1854 - Charles Pierrepont, IV conte Manvers, militare, politico e nobile inglese († 1926)
- 1854 - Eugène Ruffy, politico svizzero († 1919)
- 1854 - Maria di Sassonia-Altenburg, tedesca († 1898)
- 1858 - August Czartoryski, presbitero polacco († 1893)
- 1858 - Ferruccio Trombi, generale italiano († 1915)
- 1858 - Emma di Waldeck e Pyrmont, sovrana olandese († 1934)
- 1859 - Georges-Antoine Rochegrosse, pittore e illustratore francese († 1938)
- 1862 - Duncan Campbell Scott, scrittore canadese († 1947)
- 1863 - Antoun Boutros Arida, arcivescovo cattolico e patriarca cattolico libanese († 1955)
- 1863 - Antonio Pasinetti, pittore italiano († 1940)
- 1865 - Josef Maria Auchentaller, pittore e incisore austriaco († 1949)
- 1865 - Irving Babbitt, critico letterario, giornalista e docente statunitense († 1933)
- 1866 - Charles Francis Adams III, politico statunitense († 1954)
- 1866 - Giuseppe Catani Chiti, pittore e scultore italiano († 1945)
- 1866 - Antonio Cesaris-Demel, medico italiano († 1938)
- 1866 - Marie-Virginie Duhem, supercentenaria francese († 1978)
- 1866 - Adrien de Gerlache, esploratore belga († 1934)
- 1866 - Thomas Pègues, presbitero e saggista francese († 1936)
- 1867 - Ernest Dowson, poeta, scrittore e traduttore inglese († 1900)
- 1867 - Johanne Dybwad, attrice teatrale e produttrice teatrale norvegese († 1950)
- 1867 - Angelo Maria Ettinger, abate lussemburghese († 1918)
- 1867 - Frank Alvord Perret, ingegnere, inventore e vulcanologo statunitense († 1943)
- 1868 - Costantino I di Grecia, sovrano († 1923)
- 1868 - Theodor Wolff, giornalista e scrittore tedesco († 1943)
- 1869 - Guido Fabiani, scrittore e giornalista italiano († 1947)
- 1870 - Claude Gillingwater, attore statunitense († 1939)
- 1870 - Galeazzo Sommi Picenardi, ufficiale italiano († 1916)
- 1870 - Emidio Spinucci, militare italiano († 1917)
- 1870 - Marianne Weber, sociologa e politica tedesca († 1954)
- 1871 - Luigi Schiaparelli, storico, paleografo e diplomatista italiano († 1934)
- 1871 - John French Sloan, pittore statunitense († 1951)
- 1872 - Francesco Valagussa, pediatra e politico italiano († 1950)
- 1872 - Allen West, tennista statunitense († 1952)
- 1874 - Sidney Morgan, regista e sceneggiatore britannico († 1946)
- 1874 - Émile Reuter, politico lussemburghese († 1973)
- 1875 - Giuseppe Zamboni, filosofo e presbitero italiano († 1950)
- 1876 - Aleksandar Belić, linguista, docente e scrittore serbo († 1960)
- 1876 - Julien Lootens, ciclista su strada e pistard belga († 1942)
- 1876 - Arturo Pannilunghi, militare italiano († 1916)
- 1877 - Gaston Peltier, calciatore francese († 1951)
- 1878 - Ingeborg di Danimarca, principessa danese († 1958)
- 1879 - Eli Moschcowitz, medico austro-ungarico († 1964)
- 1879 - Rawghlie Clement Stanford, politico statunitense († 1963)
- 1880 - Arthur Dove, pittore statunitense († 1946)
- 1880 - George Paynter, generale inglese († 1950)
- 1881 - Dora Boothby, tennista britannica († 1970)
- 1882 - Pierce McCan, politico irlandese († 1919)
- 1882 - Otto Roehm, lottatore statunitense († 1958)
- 1883 - Mario Cingolani, politico italiano († 1971)
- 1883 - Aurelio Mosquera, politico ecuadoriano († 1939)
- 1884 - Rómulo Gallegos, politico e scrittore venezuelano († 1969)
- 1884 - Giacomo Guidi, archeologo italiano († 1935)
- 1884 - Marg Moll, pittrice e scultrice tedesca († 1977)
- 1884 - Gino Pedrazzoli, generale italiano († 1973)
- 1885 - Cezaria Anna Baudouin de Courtenay Ehrenkreutz-Jędrzejewiczowa, scienziata, storica dell'arte e antropologa polacca († 1967)
- 1885 - Friedrich Bollinger, calciatore svizzero († 1945)
- 1885 - Clarence Bruce, III barone Aberdare, nobile e ufficiale inglese († 1957)
- 1886 - Cesare Angelini, presbitero, scrittore e critico letterario italiano († 1976)
- 1886 - Nicola Capasso, vescovo cattolico italiano († 1968)
- 1886 - Aharon Reuveni, scrittore israeliano († 1971)
- 1887 - Oskar Anderson, statistico tedesco († 1960)
- 1887 - Romeo Campanini, politico e sindacalista italiano († 1956)
- 1887 - Gigetta Morano, attrice italiana († 1986)
- 1888 - Ugo Giannattasio, pittore e scrittore italiano († 1958)
- 1888 - Edwin C. Hahn, ingegnere statunitense († 1942)
- 1888 - Luigi Efisio Marras, generale italiano († 1991)
- 1888 - Osvaldo Sebastiani, politico italiano († 1944)
- 1888 - Giove Toppi, fumettista italiano († 1942)
- 1888 - Giovanni Battista Vagge, calciatore, arbitro di calcio e giornalista italiano († 1965)
- 1889 - Leslie Boardman, nuotatore australiano († 1975)
- 1890 - Ipparco Baccich, patriota e militare italiano († 1916)
- 1890 - Herbert Dingle, fisico e filosofo inglese († 1978)
- 1890 - Georges Frey, violinista francese († 1975)
- 1890 - Konstantinos Nikolopoulos, schermidore e politico greco († 1972)
- 1890 - Marin Sais, attrice statunitense († 1971)
- 1891 - Arthur Bliss, compositore britannico († 1975)
- 1891 - Mario Broglio, scrittore, pittore e scultore italiano († 1948)
- 1891 - Emilio Settimelli, scrittore italiano († 1954)
- 1891 - Irene Stefani, religiosa italiana († 1930)
- 1891 - Viktor Maksimovič Žirmunskij, critico letterario e filologo russo († 1971)
- 1892 - Emmanuel Berl, giornalista, storico e saggista francese († 1976)
- 1892 - Ludwig Jetzinger, calciatore austriaco († 1985)
- 1892 - Léon Kochnitzky, musicologo e letterato belga († 1965)
- 1892 - Jack L. Warner, produttore cinematografico canadese († 1978)
- 1893 - Alfred Alessandrescu, direttore d'orchestra, pianista e compositore romeno († 1959)
- 1893 - Emil Hansen, calciatore norvegese († 1971)
- 1893 - Ángel Romano, calciatore uruguaiano († 1972)
- 1894 - Curt Backeberg, botanico tedesco († 1966)
- 1894 - Paul Gailly, pallanuotista belga († 1969)
- 1894 - Carlo Galimberti, sollevatore e vigile del fuoco italiano († 1939)
- 1894 - Gyoshū Hayami, pittore giapponese († 1935)
- 1894 - Bertha Lutz, politica e zoologa brasiliana († 1976)
- 1894 - Hal Mohr, direttore della fotografia statunitense († 1974)
- 1894 - Kurt Mälzer, generale e criminale di guerra tedesco († 1952)
- 1894 - Karl Wolter, calciatore tedesco († 1959)
- 1895 - Angelo Bevilacqua, operaio e partigiano italiano († 1944)
- 1895 - Michele Bianco, politico e avvocato italiano († 1981)
- 1895 - Anacleto Margotti, pittore e critico d'arte italiano († 1984)
- 1895 - Antonio Monni, avvocato e politico italiano († 1979)
- 1895 - Viktor Sulčič, architetto sloveno († 1973)
- 1895 - Einar Wilhelms, calciatore norvegese († 1978)
- 1896 - Émile Dusart, calciatore francese († 1918)
- 1896 - Lorenzo Herrera, compositore venezuelano († 1960)
- 1896 - Sarah T. Hughes, avvocato e politica statunitense († 1985)
- 1897 - Ada Bruges, cantante italiana († 1974)
- 1897 - Agostino Casati, partigiano e politico italiano († 1973)
- 1897 - Karl Otto Koch, militare tedesco († 1945)
- 1897 - Riccardo Pampuri, religioso e medico italiano († 1930)
- 1897 - James Parrott, regista, attore e sceneggiatore statunitense († 1939)
- 1897 - Philippe Soupault, scrittore e saggista francese († 1990)
- 1897 - Max Weber, politico svizzero († 1974)
- 1898 - Armando Fragna, musicista e compositore italiano († 1972)
- 1898 - Karolina Kózka, polacca († 1914)
- 1898 - Ernő Nagy, schermidore ungherese († 1977)
- 1898 - Giovanni Petrucci, politico italiano († 1977)
- 1899 - Charles Bennett, sceneggiatore, regista e attore britannico († 1995)
- 1899 - Valentina e Zinaida Brumberg, regista sovietica († 1975)
- 1899 - John Joe Flood, calciatore irlandese († 1982)
- 1899 - Maxwell Fry, architetto britannico († 1987)
- 1899 - Ernesto Giménez Caballero, scrittore e politico spagnolo († 1988)
- 1899 - George Grube, politico e attivista canadese († 1982)
- 1899 - Otto Planetta, militare, attivista e politico austriaco († 1934)
- 1899 - Bill Roberts, animatore e regista statunitense († 1974)
- 1899 - Benedikt Szabolcsi, musicologo ungherese († 1973)
- 1899 - Fritz Tarp, calciatore danese († 1958)
- 1899 - Mario Untersteiner, grecista, filologo classico e storico della filosofia italiano († 1981)
- 1900 - Umberto Berni, ciclista su strada italiano († 1945)
- 1900 - Werner Haase, medico e militare tedesco († 1950)
- 1900 - Alfrēds Lazdiņš, calciatore lettone († 1961)
- 1900 - Franz Marszalek, direttore d'orchestra e compositore tedesco († 1975)
- 1900 - Helen Morgan, cantante e attrice statunitense († 1941)
- 1900 - Muhammad Mahabat Khanji III, principe indiano († 1959)
- 1900 - Gustav Simon, politico tedesco († 1945)
- 1900 - Massimo Teglio, aviatore italiano († 1990)

## XX secolo(887)
- 1901 - Pavel Nikolaevič Evdokimov, filosofo e teologo russo († 1970)
- 1901 - Ignazio Kung Pin-mei, cardinale e vescovo cattolico cinese († 2000)
- 1901 - Antonio Liberti, imprenditore e dirigente sportivo argentino († 1978)
- 1902 - Cirillo VI di Alessandria, vescovo cristiano orientale egiziano († 1971)
- 1902 - Dolf van Kol, calciatore e allenatore di calcio olandese († 1981)
- 1902 - Egon Orován, fisico ungherese († 1989)
- 1902 - Vittorio Ramello, calciatore italiano († 1978)
- 1903 - Enzo Beneo, ingegnere e geologo italiano († 1988)
- 1903 - Charles Brommesson, calciatore svedese († 1978)
- 1903 - Boris Genrichovič Dolin, regista sovietico († 1976)
- 1903 - Johannes B. Lotz, filosofo e teologo tedesco († 1992)
- 1904 - Giacomo Carlini, ostacolista, velocista e multiplista italiano († 1963)
- 1904 - Ireneo Moretti, militare e aviatore italiano († 1940)
- 1904 - Werner Seelenbinder, lottatore tedesco († 1944)
- 1904 - Bevan Sharpless, astronomo statunitense († 1950)
- 1904 - Vasilij Nikolaevič Žuravlёv, regista cinematografico sovietico († 1987)
- 1905 - Charles Clyde Ebbets, fotografo statunitense († 1978)
- 1905 - Karl Amadeus Hartmann, compositore tedesco († 1963)
- 1905 - Myrna Loy, attrice statunitense († 1993)
- 1906 - Boris Gregorka, ginnasta sloveno († 2001)
- 1906 - Serafino Lo Piano, poeta e scrittore italiano († 1983)
- 1906 - Goliardo Mosca, militare e aviatore italiano († 1936)
- 1906 - Peter Müllritter, alpinista, fotografo e regista austriaco († 1937)
- 1906 - Giovanni Leopoldo di Sassonia-Coburgo-Gotha, filatelista tedesco († 1972)
- 1906 - Edi Steinemann, ginnasta svizzero († 1937)
- 1907 - Vittorio Ansaldo, calciatore italiano († 1990)
- 1907 - Edith Cross, tennista statunitense († 1983)
- 1908 - Emanuele Gazzo, giornalista italiano († 1994)
- 1908 - Antonio Rossetti, calciatore e allenatore di calcio italiano († 1984)
- 1909 - Gianbecchina, pittore italiano († 2001)
- 1909 - Amino Pizzorno, partigiano e politico italiano († 1968)
- 1909 - Elbridge Ross, hockeista su ghiaccio statunitense († 1980)
- 1909 - Aleksandr Vasil'evič Saričev, compositore di scacchi sovietico († 1986)
- 1909 - Alfonso Volpi, partigiano e ingegnere italiano († 1943)
- 1909 - Wu Yin, attrice cinese († 1991)
- 1910 - Margot Lander, ballerina danese († 1961)
- 1910 - Roger MacDougall, sceneggiatore e commediografo scozzese († 1993)
- 1911 - Ann Dvorak, attrice statunitense († 1979)
- 1911 - Gian Maria Ghidini, entomologo, speleologo e erpetologo italiano († 1974)
- 1911 - Alfred Jäck, calciatore svizzero († 1953)
- 1911 - Eugene Loring, danzatore, coreografo e insegnante statunitense († 1982)
- 1911 - Freddy Mansveld, bobbista belga
- 1911 - Ugo Zoppi, calciatore italiano
- 1911 - Úlfar Þórðarson, pallanuotista islandese († 2002)
- 1912 - Giorgio Bixio, attore italiano († 1984)
- 1913 - Mario Follieri, politico italiano († 1993)
- 1913 - Gheorghe Lichiardopol, tiratore a segno rumeno († 1991)
- 1913 - Jenny Maakal, nuotatrice sudafricana († 2002)
- 1913 - Nancy Phelan, scrittrice australiana († 2008)
- 1913 - Karl Striebinger, calciatore tedesco († 1981)
- 1914 - Renato Cappellini, calciatore italiano († 1975)
- 1914 - Mustafa Mansour, calciatore egiziano († 2002)
- 1914 - Kamel Mosaoud, calciatore egiziano († 2002)
- 1914 - Beatrice Straight, attrice statunitense († 2001)
- 1914 - Sueo Ōe, astista giapponese († 1941)
- 1915 - Claude Henri, fumettista, illustratore e sceneggiatore francese († 1990)
- 1915 - Pietro Loretelli, generale italiano († 1973)
- 1915 - Gary Merrill, attore statunitense († 1990)
- 1915 - Billy Soose, pugile statunitense († 1998)
- 1916 - Edgar Buchwalder, ciclista su strada svizzero († 2009)
- 1916 - Emilio Merone, latinista e poeta italiano († 1975)
- 1916 - Zein al-Sharaf Talal, regina giordana († 1994)
- 1917 - Wah Chang, designer e artista statunitense († 2003)
- 1917 - Agostino Ferrari Toniolo, vescovo cattolico italiano († 2004)
- 1917 - Felix L. Sparks, avvocato, politico e militare statunitense († 2007)
- 1918 - Bob Calihan, cestista e allenatore di pallacanestro statunitense († 1989)
- 1918 - Jim Delligatti, imprenditore statunitense († 2016)
- 1918 - Agostino Fausti, militare e aviatore italiano († 1940)
- 1918 - James A. Jensen, paleontologo statunitense († 1998)
- 1919 - Czesław Mordowicz, polacco († 2001)
- 1919 - Nehemiah Persoff, attore e pittore israeliano († 2022)
- 1919 - Tom Ray, animatore e regista statunitense († 2010)
- 1920 - Gastone Belotti, musicologo italiano († 1985)
- 1920 - Mary Boyce, iranista e storica delle religioni britannica († 2006)
- 1920 - Marija Bursać, partigiana jugoslava († 1943)
- 1920 - Pietro Cocolin, arcivescovo cattolico italiano († 1982)
- 1920 - Eros Macchi, regista televisivo italiano († 2007)
- 1920 - Theo Marcuse, attore statunitense († 1967)
- 1920 - Louis Pauwels, giornalista e scrittore francese († 1997)
- 1920 - František Štěpán, calciatore cecoslovacco († 2007)
- 1921 - Luisa Adorno, scrittrice italiana († 2021)
- 1921 - Ruth Barcan Marcus, filosofa e logica statunitense († 2012)
- 1921 - George Haines, cestista statunitense († 2018)
- 1921 - Joaquín Navarro Perona, calciatore spagnolo († 2002)
- 1921 - Fernando Rojas, cestista messicano († 2016)
- 1921 - Simone Valère, attrice francese († 2010)
- 1922 - Enrico Bomba, produttore cinematografico, regista e direttore del doppiaggio italiano († 1995)
- 1922 - Bill Brown, cestista statunitense († 2007)
- 1922 - Rui Campos, calciatore brasiliano († 2002)
- 1922 - Paolo Farinetti, partigiano, imprenditore e politico italiano († 2009)
- 1922 - Paul Laxalt, politico statunitense († 2018)
- 1922 - Manoel Francisco do Nascimento Brito, editore brasiliano († 2003)
- 1922 - Jordi Sabater i Pi, etologo spagnolo († 2009)
- 1922 - Gabriele Vanorio, cantante italiano († 1969)
- 1923 - Roberto Ferrari, schermidore italiano († 1996)
- 1923 - Rinaldo Fiumi, calciatore italiano
- 1923 - Rodolfo Marma, pittore e illustratore italiano († 1998)
- 1923 - Alfonso Marotta, pentatleta italiano († 1982)
- 1923 - Shimon Peres, politico israeliano († 2016)
- 1923 - Ike Williams, pugile statunitense († 1994)
- 1924 - Raffaele Andreassi, giornalista, regista e sceneggiatore italiano († 2008)
- 1924 - James Baldwin, scrittore statunitense († 1987)
- 1924 - Roger Boss, pianista e insegnante svizzero († 2002)
- 1924 - Gaspare Cucinella, attore italiano († 2016)
- 1924 - Joe Harnell, compositore, pianista e arrangiatore statunitense († 2005)
- 1924 - Carlo Lavezzari, imprenditore, dirigente sportivo e politico italiano († 1994)
- 1924 - Trofim Lomakin, sollevatore sovietico († 1973)
- 1924 - Corrado, conduttore televisivo, autore televisivo e conduttore radiofonico italiano († 1999)
- 1924 - Carroll O'Connor, attore, regista e sceneggiatore statunitense († 2001)
- 1924 - Alfonso Sansone, produttore cinematografico italiano († 2015)
- 1925 - John Dexter, regista britannico († 1990)
- 1925 - Maria Gabriella di Lussemburgo, principessa lussemburghese († 2023)
- 1925 - Horst Scherbaum, allenatore di calcio e calciatore tedesco orientale († 1996)
- 1925 - Jorge Rafael Videla, generale e politico argentino († 2013)
- 1925 - Giulio Viezzoli, imprenditore italiano († 2014)
- 1926 - Giancarlo Bergamini, schermidore italiano († 2020)
- 1926 - Bort, disegnatore e fumettista italiano († 2019)
- 1926 - Girolamo Federici, politico e partigiano italiano († 2004)
- 1926 - George Habash, politico palestinese († 2008)
- 1926 - Stu Inman, cestista, allenatore di pallacanestro e dirigente sportivo statunitense († 2007)
- 1926 - Pietro Landi, calciatore italiano († 2007)
- 1926 - Angelo Torriglia, calciatore italiano († 2001)
- 1927 - Cesare Canevari, regista cinematografico e sceneggiatore italiano († 2012)
- 1927 - Jacqueline Donny, modella francese († 2021)
- 1927 - Andreas Dückstein, scacchista austriaco († 2024)
- 1927 - Ernesto Formenti, pugile italiano († 1989)
- 1927 - Anna Nenna D'Antonio, politica italiana
- 1927 - Peter Swinnerton-Dyer, matematico britannico († 2018)
- 1928 - Luigi Colani, designer tedesco († 2019)
- 1928 - Mino Giarda, sceneggiatore italiano († 2024)
- 1928 - Antonio Montanti, politico italiano († 1983)
- 1928 - Franco Raimondi, calciatore italiano († 1958)
- 1928 - Yōko Tani, attrice e showgirl francese († 1999)
- 1928 - Louis Trabuc, pittore francese († 2008)
- 1928 - Ludovico Zorzi, critico teatrale e saggista italiano († 1983)
- 1929 - José Afonso, cantautore portoghese († 1987)
- 1929 - Angelo Enrico Canevari, artista, scultore e scenografo italiano († 2014)
- 1929 - Bernard L. Kowalski, regista statunitense († 2007)
- 1929 - K. M. Peyton, scrittrice statunitense († 2023)
- 1929 - Pietro Plescan, pittore e incisore italiano († 2022)
- 1930 - Giovanni Andreoni, politico italiano († 2016)
- 1930 - Vincenzo Cappelletti, filosofo e storico della scienza italiano († 2020)
- 1930 - Paul Fusco, fotografo statunitense († 2020)
- 1930 - Eddie Locke, batterista statunitense († 2009)
- 1930 - Vali Myers, ballerina e pittrice australiana († 2003)
- 1930 - Harry Webster, calciatore inglese († 2008)
- 1931 - Luigi Arzuffi, pittore e scultore italiano († 1995)
- 1931 - Ruth-Maria Kubitschek, attrice tedesca († 2024)
- 1931 - Jurij Kuznecov, calciatore sovietico († 2016)
- 1931 - Leonid Lejtman, ex schermidore sovietico
- 1931 - Jerzy Młynarczyk, cestista e politico polacco († 2017)
- 1931 - Viliam Schrojf, calciatore cecoslovacco († 2007)
- 1931 - Takashi Takabayashi, calciatore giapponese († 2009)
- 1932 - Leo Boivin, hockeista su ghiaccio e allenatore di hockey su ghiaccio canadese († 2021)
- 1932 - Elise Boot, politica e giurista olandese († 2023)
- 1932 - Marvin Levy, compositore statunitense († 2015)
- 1932 - Hjördis Nordin, ex ginnasta svedese
- 1932 - Peter O'Toole, attore britannico († 2013)
- 1932 - Vladimir Stružanov, nuotatore sovietico († 2014)
- 1933 - Gino Landi, coreografo, regista teatrale e regista televisivo italiano († 2023)
- 1933 - Ljubica Otašević, cestista e attrice jugoslava († 1998)
- 1933 - Giuseppe Sposetti, politico italiano
- 1934 - Valerij Fëdorovič Bykovskij, cosmonauta sovietico († 2019)
- 1934 - Carl Cain, cestista statunitense († 2024)
- 1934 - Augusto Marcaletti, ciclista su strada italiano († 2023)
- 1934 - Gyula Maár, regista e sceneggiatore ungherese († 2013)
- 1934 - Gregorio Napoli, critico cinematografico e giornalista italiano († 2010)
- 1934 - Piera Oppezzo, poetessa italiana († 2009)
- 1934 - Francisco Regueiro, regista e sceneggiatore spagnolo
- 1935 - Amidou, attore marocchino († 2013)
- 1935 - Paul Boyer, storico statunitense († 2012)
- 1935 - Volker Brandt, attore e doppiatore tedesco
- 1935 - Hank Cochran, cantante statunitense († 2010)
- 1935 - Michele Musolino, politico italiano († 1989)
- 1935 - Michael Peckham, oncologo e artista britannico († 2021)
- 1936 - Hanne Levison, ex pallamanista e ex cestista danese
- 1936 - Anthony Payne, compositore inglese († 2021)
- 1937 - Billy Cannon, giocatore di football americano statunitense († 2018)
- 1937 - Mariangela Giordano, attrice italiana († 2011)
- 1937 - Garth Hudson, musicista e polistrumentista canadese († 2025)
- 1937 - Gundula Janowitz, soprano austriaco
- 1937 - Jim McLean, calciatore e allenatore di calcio scozzese († 2020)
- 1937 - Jaap Oudkerk, pistard olandese († 2024)
- 1937 - Umberto Regina, filosofo e storico della filosofia italiano († 2024)
- 1938 - Dave Balon, hockeista su ghiaccio canadese († 2007)
- 1938 - Gian Carlo Bojani, storico dell'arte italiano († 2013)
- 1938 - Brunhilde Hendrix, velocista tedesca († 1995)
- 1938 - Timo Konietzka, allenatore di calcio e calciatore tedesco († 2012)
- 1938 - Patrick Leclercq, funzionario francese
- 1938 - Yvonne Rüegg, ex sciatrice alpina svizzera
- 1938 - Wilbur Trosch, cestista e allenatore di pallacanestro statunitense († 2014)
- 1939 - Benito Bortolami, politico italiano
- 1939 - Wes Craven, regista, sceneggiatore e produttore cinematografico statunitense († 2015)
- 1939 - Gregg Jakobson, paroliere, musicista e produttore discografico statunitense
- 1939 - Hiroji Kubota, fotografo giapponese
- 1939 - Paul H. O'Neill, politico, imprenditore e funzionario statunitense († 2020)
- 1939 - John William Snow, politico statunitense
- 1940 - Piero Antonio Bonnet, giurista italiano († 2018)
- 1940 - Ángel Cancel, ex cestista e allenatore di pallacanestro portoricano
- 1940 - Sandra Ellis Lafferty, attrice statunitense
- 1940 - Norio Kudo, giocatore di go giapponese
- 1940 - Angel Lagdameo, arcivescovo cattolico filippino († 2022)
- 1940 - Fiamma Maglione, compositrice e attrice italiana († 2003)
- 1940 - Steven Rosenberg, chirurgo e oncologo statunitense
- 1940 - Jesús Tartilán, allenatore di calcio e ex calciatore spagnolo
- 1940 - Will Tura, cantautore e chitarrista belga
- 1941 - Jules Hoffmann, immunologo francese
- 1941 - Antonio Monselesan, attore e allenatore di pugilato italiano († 2015)
- 1941 - Nicolae Neagoe, bobbista rumeno († 2023)
- 1941 - Guy Revell, pattinatore artistico su ghiaccio canadese († 1981)
- 1941 - Ede Staal, cantautore e poeta olandese († 1986)
- 1941 - Fabio Testi, attore italiano
- 1941 - François Weyergans, scrittore e regista belga († 2019)
- 1942 - Isabel Allende, scrittrice e giornalista cilena
- 1942 - Leo Beenhakker, allenatore di calcio olandese († 2025)
- 1942 - Paolo Borghi, scultore italiano
- 1942 - Vladimír Dzurilla, hockeista su ghiaccio cecoslovacco († 1995)
- 1942 - Louis Falco, ballerino e coreografo statunitense († 1993)
- 1942 - Bob Netolicky, ex cestista statunitense
- 1942 - Ilija Pantelić, calciatore jugoslavo († 2014)
- 1942 - Romano Vaccarella, giurista italiano
- 1943 - Giovanni Daminelli, matematico e esperantista italiano († 2019)
- 1943 - Alison Fiske, attrice britannica († 2020)
- 1943 - Jeltje van Nieuwenhoven, politica olandese
- 1943 - Hans-Jochen Röhrig, attore tedesco
- 1943 - Judy Samuel, ex nuotatrice britannica
- 1943 - Rose Tremain, scrittrice britannica
- 1943 - Max Wright, attore statunitense († 2019)
- 1944 - Ewa Braun, scenografa e costumista polacca
- 1944 - Jim Capaldi, cantante e batterista britannico († 2005)
- 1944 - Alberto Coramini, calciatore italiano († 2015)
- 1944 - Tony Costa, serial killer statunitense († 1974)
- 1944 - Tommaso Ghirelli, vescovo cattolico italiano
- 1944 - Gheorghe Gornea, calciatore rumeno († 2005)
- 1944 - Edgar Lacey, cestista statunitense († 2011)
- 1944 - Naná Vasconcelos, musicista e percussionista brasiliano († 2016)
- 1945 - Morten Arnfred, regista, sceneggiatore e produttore cinematografico danese
- 1945 - Antonio Bruno, politico italiano
- 1945 - Joanna Cassidy, attrice e ex modella statunitense
- 1945 - Han Bong-zin, ex calciatore nordcoreano
- 1945 - Jack Howard Jacobs, militare statunitense
- 1945 - Arthur Kempel, compositore statunitense († 2004)
- 1945 - Alessio Orano, attore italiano
- 1946 - Yves Beneyton, attore francese
- 1946 - Al Cueto, ex cestista cubano
- 1946 - Cristiano Grottanelli, storico delle religioni italiano († 2010)
- 1946 - Nigel Hitchin, matematico britannico
- 1946 - Liana Isakadze, violinista e direttrice d'orchestra georgiana († 2024)
- 1946 - Zinaida Kobzeva, cestista sovietica († 2018)
- 1946 - Angelo Pellegrino, attore e scrittore italiano
- 1947 - Pia Covre, attivista italiana
- 1947 - Mempo Giardinelli, scrittore e giornalista argentino
- 1947 - Massiel, cantante spagnola
- 1947 - Carlo Repetti, drammaturgo e direttore teatrale italiano († 2020)
- 1947 - Amalia Sartori, politica italiana
- 1947 - Aldo Stellita, bassista, cantante e paroliere italiano († 1998)
- 1947 - Lawrence Wright, giornalista, saggista e sceneggiatore statunitense
- 1948 - Arturo Cattaneo, teologo svizzero
- 1948 - Cornel Dinu, ex calciatore, allenatore di calcio e dirigente sportivo rumeno
- 1948 - Borivoje Đorđević, ex calciatore jugoslavo
- 1948 - Ronaldo Drummond, calciatore brasiliano († 2020)
- 1948 - Andy Fairweather Low, cantautore e chitarrista gallese
- 1948 - Giovannantonio Forabosco, linguista e psicologo italiano
- 1948 - Mani Hernandez, ex calciatore spagnolo
- 1948 - Robert Holdstock, scrittore inglese († 2009)
- 1948 - Charles Kay-Shuttleworth, V barone Shuttleworth, nobile britannico
- 1948 - Ike MacKay, ex calciatore canadese
- 1948 - Dennis Prager, conduttore radiofonico, opinionista e scrittore statunitense
- 1948 - Jean Solé, fumettista francese
- 1949 - Roy Andersson, ex calciatore svedese
- 1949 - Louis Arpa, ex calciatore maltese
- 1949 - Bei Dao, scrittore, poeta e traduttore cinese
- 1949 - Bertalan Farkas, cosmonauta ungherese
- 1949 - Catherine Gillies, criminale statunitense († 2018)
- 1949 - Mario Illien, ingegnere svizzero
- 1949 - Luciano Luci, ex arbitro di calcio italiano
- 1949 - Charles Roven, produttore cinematografico statunitense
- 1949 - Vasyl' Semenjuk, arcivescovo cattolico ucraino
- 1949 - Enrico Thiébat, cantautore, cabarettista e scultore italiano († 1992)
- 1949 - Claudio Tinaglia, allenatore di calcio e ex calciatore italiano
- 1949 - Quarto Trabacchini, politico italiano († 2021)
- 1949 - Maria Trabucco, mezzosoprano e contralto italiano († 2025)
- 1950 - Jussi Adler-Olsen, scrittore danese
- 1950 - Mathieu Carrière, attore tedesco
- 1950 - Tore Cervin, ex calciatore svedese
- 1950 - Graham Hancock, giornalista, scrittore e ufologo britannico
- 1950 - Kathryn Harrold, attrice statunitense
- 1950 - Ken Kutaragi, informatico e inventore giapponese
- 1950 - Jean-Marie Lovey, vescovo cattolico svizzero
- 1950 - Gilberto Luchini, ex rugbista a 15 italiano
- 1950 - Paulos Stamelos, ex cestista greco
- 1950 - Walter Kirk Stratton Jr., attore statunitense
- 1950 - Halldóra K. Thoroddsen, scrittrice islandese († 2020)
- 1950 - Ted Turner, chitarrista e cantante britannico
- 1951 - Stål Bjørkly, allenatore di calcio e ex calciatore norvegese
- 1951 - Alberto Caperna, giurista e magistrato italiano († 2012)
- 1951 - Alessio Casimirri, ex terrorista italiano
- 1951 - Esteban de Jesús, pugile portoricano († 1989)
- 1951 - Joey Franco, batterista statunitense
- 1951 - Andrew Gold, cantautore e polistrumentista statunitense († 2011)
- 1951 - Steve Hillage, chitarrista, cantante e compositore inglese
- 1951 - Marcel Iureș, attore rumeno
- 1951 - Burgess Owens, politico e ex giocatore di football americano statunitense
- 1951 - Roger Parker, musicologo e docente britannico
- 1951 - Héctor Rodríguez, ex judoka cubano
- 1951 - Corrado Serato, ex calciatore italiano
- 1951 - Bernard Simonay, scrittore francese († 2016)
- 1951 - Joe Lynn Turner, cantante statunitense
- 1952 - Alain Giresse, allenatore di calcio e ex calciatore francese
- 1952 - Greg Jackson, cestista statunitense († 2012)
- 1952 - Brian Jelliman, tastierista, polistrumentista e compositore britannico
- 1952 - Robert Paturel, ex pugile francese
- 1952 - Sebastiano Tusa, archeologo e politico italiano († 2019)
- 1953 - Marcel Courthiade, linguista e funzionario francese († 2021)
- 1953 - Bruno D'Alfonso, fumettista italiano († 2012)
- 1953 - Carlo Ambrogio Frigerio, politico italiano († 1997)
- 1953 - Peter-Michael Kolbe, canottiere tedesco († 2023)
- 1953 - Butch Patrick, attore statunitense
- 1953 - Bruce Thornton, latinista e critico letterario statunitense
- 1954 - Didier Dobbels, ex cestista e allenatore di pallacanestro francese
- 1954 - Ken MacLeod, autore di fantascienza scozzese
- 1954 - Marco Marchei, ex maratoneta e mezzofondista italiano
- 1954 - Sammy McIlroy, allenatore di calcio e ex calciatore nordirlandese
- 1954 - Francesco Rocca, allenatore di calcio e ex calciatore italiano
- 1954 - Enrique Saura, ex calciatore spagnolo
- 1955 - Nelson Agresta, ex calciatore uruguaiano
- 1955 - Mirko Benevelli, allenatore di calcio e ex calciatore italiano
- 1955 - Nancy Boyda, politica statunitense
- 1955 - Caleb Carr, romanziere statunitense († 2024)
- 1955 - Anthony Crivello, attore e cantante statunitense
- 1955 - Tim Dunigan, attore statunitense
- 1955 - Steve Hayes, ex cestista e allenatore di pallacanestro statunitense
- 1955 - Nikolaj Latyš, allenatore di calcio e ex calciatore ucraino
- 1955 - Fəxrəddin Manafov, attore azero
- 1955 - Gail Neall, ex nuotatrice australiana
- 1955 - Phase 2, writer statunitense († 2019)
- 1955 - Muriel Robin, attrice e regista francese
- 1955 - Butch Vig, batterista e produttore discografico statunitense
- 1956 - Ángel Arroyo, ex ciclista su strada spagnolo
- 1956 - Michèle Bernier, attrice e comica francese
- 1956 - Michel Canac, sciatore alpino francese († 2019)
- 1956 - Mike Davis, ex cestista statunitense
- 1956 - Buster Matheney, cestista statunitense († 2000)
- 1956 - Isabel Pantoja, cantante e attrice spagnola
- 1956 - Josep Ángel Sáiz Meneses, arcivescovo cattolico spagnolo
- 1956 - Duck Williams, ex cestista statunitense
- 1957 - Ashley Grimes, ex calciatore irlandese
- 1957 - Ángel Herrera, ex pugile cubano
- 1957 - Franco Perlotto, alpinista e scrittore italiano
- 1957 - Jacky Rosen, politica statunitense
- 1958 - Brian Agler, allenatore di pallacanestro e dirigente sportivo statunitense
- 1958 - Claudio Ambu, ex calciatore italiano
- 1958 - Damian Harris, regista, sceneggiatore e produttore cinematografico britannico
- 1958 - Shō Hayami, doppiatore, cantante e attore giapponese
- 1958 - Paolo Jachia, semiologo e musicologo italiano
- 1958 - Stefan Jambo, ex calciatore tedesco
- 1958 - Roberto Manghi, allenatore di rugby a 15 e ex rugbista a 15 italiano
- 1958 - Rainer Troppa, calciatore tedesco orientale († 2023)
- 1959 - Urbain Cancelier, attore e comico francese
- 1959 - Raffaele Ciriello, fotoreporter e blogger italiano († 2002)
- 1959 - Jim Doughan, attore statunitense
- 1959 - Massimo Gabutti, imprenditore e produttore discografico italiano
- 1959 - Albano Guaraldi, imprenditore italiano
- 1959 - Victoria Jackson, attrice e comica statunitense
- 1959 - Anne Lauvergeon, dirigente d'azienda francese
- 1959 - Paul Roderick Clucas Marshall, manager inglese
- 1959 - Armin Sowa, ex cestista tedesco
- 1959 - Demetrios Thanopoulos, ex lottatore greco
- 1959 - Perry Tuttle, ex giocatore di football americano statunitense
- 1960 - Wendy Finerman, produttrice cinematografica statunitense
- 1960 - Linda Fratianne, ex pattinatrice artistica su ghiaccio statunitense
- 1960 - Olivier Gruner, attore e artista marziale francese
- 1960 - Seth Lloyd, fisico e informatico statunitense
- 1960 - Neal Morse, cantante, tastierista e polistrumentista statunitense
- 1960 - Antonello Orlando, giornalista italiano
- 1960 - Fabio Rampelli, politico e ex nuotatore italiano
- 1960 - Isabel Salgado, pallavolista e giocatrice di beach volley brasiliana († 2022)
- 1960 - Jérôme Sans, direttore artistico francese
- 1960 - Tiziana Schiavarelli, attrice italiana
- 1960 - Joar Vaadal, ex calciatore norvegese
- 1960 - David Yow, cantante, bassista e attore statunitense
- 1961 - David Binney, musicista statunitense
- 1961 - Cui Jian, cantante e musicista cinese
- 1961 - Sugao Kambe, allenatore di calcio, ex calciatore e ex giocatore di calcio a 5 giapponese
- 1961 - María Moret, ex cestista cubana
- 1961 - Mark Moseley, doppiatore statunitense
- 1961 - Dmitrij Jur'evič Pučkov, traduttore, scrittore e sceneggiatore russo
- 1961 - Mike Ross, politico e imprenditore statunitense
- 1961 - John Vlissides, informatico statunitense († 2005)
- 1961 - Gustav Weder, bobbista svizzero
- 1961 - Pete de Freitas, musicista e produttore discografico britannico († 1989)
- 1962 - Maram al-Masri, poetessa e scrittrice siriana
- 1962 - Giovanna Casotto, fumettista e illustratrice italiana
- 1962 - Rob LaBelle, attore statunitense
- 1962 - Vito Leccese, politico italiano
- 1962 - Lee Mavers, chitarrista e cantante inglese
- 1962 - Walter Perazzo, allenatore di calcio e ex calciatore argentino
- 1962 - Satu Silvo, attrice finlandese
- 1962 - Cynthia Stevenson, attrice statunitense
- 1962 - Tam Ah Fook, ex calciatore e ex giocatore di calcio a 5 hongkonghese
- 1962 - Roberto Tomassini, ex ciclista su strada sammarinese
- 1962 - Robert Wilkie, avvocato e politico statunitense
- 1963 - Miroslav Konštanc Adam, presbitero slovacco
- 1963 - Alberto Bognanni, attore e doppiatore italiano
- 1963 - Attilio De Razza, produttore cinematografico, produttore teatrale e imprenditore italiano
- 1963 - Julian Hansen, ex calciatore faroese
- 1963 - El Hijo del Santo, wrestler messicano
- 1963 - Martin Singleton, ex calciatore inglese
- 1963 - Dario Stefano, politico italiano
- 1963 - Tania Tinoco, giornalista ecuadoriana († 2022)
- 1963 - Uğur Tütüneker, dirigente sportivo, allenatore di calcio e ex calciatore turco
- 1963 - Wang Baoshan, allenatore di calcio e ex calciatore cinese
- 1963 - Marco Zamperini, informatico, dirigente d'azienda e blogger italiano († 2013)
- 1964 - Michael Anti, ex tiratore a segno statunitense
- 1964 - Henry Aruna, vescovo cattolico sierraleonese
- 1964 - Frank Biela, ex pilota automobilistico tedesco
- 1964 - Emilio Fenoll, ex calciatore spagnolo
- 1964 - Stoil Georgiev, ex calciatore bulgaro
- 1964 - Steven Jackson, ex giocatore di calcio a 5 australiano
- 1964 - Mary-Louise Parker, attrice statunitense
- 1964 - Alessandro Pellegrini, procuratore sportivo e ex calciatore italiano
- 1964 - Stefan Sanderling, direttore d'orchestra tedesco
- 1965 - Robert Bilott, avvocato statunitense
- 1965 - David Cluett, calciatore maltese († 2005)
- 1965 - Mark Cross, batterista britannico
- 1965 - Enrico Cucchi, calciatore italiano († 1996)
- 1965 - Michele De Pirro, autore televisivo italiano
- 1965 - Nasir Khamees, ex calciatore emiratino
- 1965 - Günter Kutowski, ex calciatore tedesco
- 1965 - Mirko Milićević, ex cestista jugoslavo
- 1965 - Rafael Paz, ex calciatore spagnolo
- 1965 - Giulio Ricciarelli, attore, sceneggiatore e regista italiano
- 1965 - Refik Šabanadžović, ex calciatore jugoslavo
- 1966 - Carlo Bonomi, imprenditore e dirigente d'azienda italiano
- 1966 - Javier Corral Jurado, avvocato, giornalista e politico messicano
- 1966 - Daniela Lauber, politica italiana
- 1966 - José Carlos Martins Ferreira, ex calciatore portoghese
- 1966 - William Nadylam, attore francese
- 1966 - Þorvaldur Örlygsson, ex calciatore e allenatore di calcio islandese
- 1966 - Chiaki Yamada, ex calciatrice giapponese
- 1967 - Aline Brosh McKenna, sceneggiatrice e regista statunitense
- 1967 - Sandro Brusamarello, ex cestista italiano
- 1967 - Girolamo Di Stolfo, attore, personaggio televisivo e pugile italiano († 2015)
- 1967 - Marco Giampaolo, allenatore di calcio e ex calciatore italiano
- 1967 - Aaron Krickstein, ex tennista statunitense
- 1967 - Paolo Restani, pianista italiano
- 1967 - Viggo Strømme, ex calciatore norvegese
- 1968 - Marzio Deho, mountain biker italiano
- 1968 - Stefan Effenberg, ex calciatore e allenatore di calcio tedesco
- 1968 - Alice Evans, attrice inglese
- 1968 - Chrystia Freeland, politica e giornalista canadese
- 1968 - Alessandro Giuliani, allenatore di pallacanestro e dirigente sportivo italiano
- 1968 - Martin Laamers, ex calciatore olandese
- 1968 - Russell Latapy, allenatore di calcio e ex calciatore trinidadiano
- 1968 - Chantal St. Martin, ex cestista canadese
- 1968 - Michael Stanco, wrestler statunitense († 2014)
- 1968 - John Stanier, batterista statunitense
- 1968 - Sandra Thigpen, attrice giamaicana
- 1969 - Jan Axel Blomberg, batterista norvegese
- 1969 - Cedric Ceballos, ex cestista e allenatore di pallacanestro statunitense
- 1969 - Fernando Couto, dirigente sportivo, allenatore di calcio e ex calciatore portoghese
- 1969 - DJ Toomp, disc jockey e produttore discografico statunitense
- 1969 - Alessio Delpiano, allenatore di calcio, dirigente sportivo e ex calciatore italiano
- 1969 - Badara Diatta, arbitro di calcio senegalese
- 1969 - Neil Fuller, atleta paralimpico australiano
- 1969 - Borce Gjurev, allenatore di calcio e ex calciatore macedone
- 1969 - Nazim Hüseynov, ex judoka sovietico
- 1969 - Erik Meijer, ex calciatore olandese
- 1969 - Angélica Rivera, attrice e cantante messicana
- 1969 - Terrence Warren, ex giocatore di football americano statunitense
- 1970 - Tony Amonte, ex hockeista su ghiaccio statunitense
- 1970 - David Cárcamo, ex calciatore honduregno
- 1970 - Alessandro Ciriani, politico italiano
- 1970 - Natal'ja Ivanova, ex schermitrice russa
- 1970 - Hans Jörg Rüegsegger, politico svizzero
- 1970 - Mohamed Sayed Ibrahim, ex giocatore di calcio a 5 egiziano
- 1970 - Jun Senoue, compositore e chitarrista giapponese
- 1970 - Luigi Seviroli, compositore e musicista italiano
- 1970 - Kevin Smith, regista, sceneggiatore e attore statunitense
- 1970 - José Antonio Sánchez Medina, ex atleta paralimpico spagnolo
- 1970 - Masafumi Takada, compositore giapponese
- 1970 - Ricardo Tavarelli, ex calciatore paraguaiano
- 1970 - Yap Kim Hock, ex giocatore di badminton malese
- 1970 - Yu Sun-bok, ex tennistavolista nordcoreana
- 1971 - Timothy DiDuro, batterista statunitense
- 1971 - Ángel Fernández, ex calciatore ecuadoriano
- 1971 - Sergej Filippenkov, calciatore e allenatore di calcio russo († 2015)
- 1971 - Michael Hughes, allenatore di calcio e ex calciatore nordirlandese
- 1971 - Julie Parisien, ex sciatrice alpina statunitense
- 1971 - Dick Schreuder, allenatore di calcio e ex calciatore olandese
- 1971 - Massimiliano Tacchinardi, ex calciatore italiano
- 1971 - Marina de Van, regista, attrice e sceneggiatrice francese
- 1972 - Adam F, produttore discografico, disc jockey e compositore britannico
- 1972 - Mohamed Al-Deayea, ex calciatore saudita
- 1972 - Shaker Al-Shujaa, ex calciatore saudita
- 1972 - An Seon-mi, ex cestista sudcoreana
- 1972 - Trond Fausa Aurvåg, attore norvegese
- 1972 - Jacinda Barrett, attrice australiana
- 1972 - Muriel Bowser, politica statunitense
- 1972 - Paul Burke, ex cestista e allenatore di pallacanestro statunitense
- 1972 - Matthew Del Negro, attore e doppiatore statunitense
- 1972 - Paki Meduri, scenografo italiano
- 1972 - Federico Méndez, ex rugbista a 15, allenatore di rugby a 15 e imprenditore argentino
- 1972 - Daniele Nardello, dirigente sportivo e ex ciclista su strada italiano
- 1972 - Corinne Rey-Bellet, sciatrice alpina svizzera († 2006)
- 1972 - Andy Scott, allenatore di calcio e ex calciatore inglese
- 1972 - Nélson António Soares da Gama, ex calciatore portoghese
- 1972 - Justyna Steczkowska, cantante polacca
- 1972 - Nick Zisti, ex rugbista a 13 e ex rugbista a 15 australiano
- 1973 - Dan Boren, politico statunitense
- 1973 - Bugo, cantautore italiano
- 1973 - Cho Jin-ho, calciatore e allenatore di calcio sudcoreano († 2017)
- 1973 - Alessandro Colasante, ex calciatore italiano
- 1973 - Éric Deflandre, allenatore di calcio e ex calciatore belga
- 1973 - Nade Dieu, attrice belga
- 1973 - Gian Mario Fragomeli, politico italiano
- 1973 - Karina Habšudová, ex tennista slovacca
- 1973 - Simon Kinberg, sceneggiatore, produttore cinematografico e regista statunitense
- 1973 - Natalie Lobela, ex cestista della Repubblica Democratica del Congo
- 1973 - José Luis Morales Martín, ex calciatore spagnolo
- 1973 - Emanuele Orsini, imprenditore e dirigente d'azienda italiano
- 1973 - Mirko Vuillermin, ex pattinatore di short track italiano
- 1973 - Jiří Zídek, ex cestista ceco
- 1973 - Renata Zocco, ex cestista italiana
- 1974 - Alessandro Antinelli, giornalista e telecronista sportivo italiano
- 1974 - Julio César Armentia, ex calciatore argentino
- 1974 - Angie Cepeda, attrice colombiana
- 1974 - Willy Cheruiyot, maratoneta keniota
- 1974 - Jaume Comas, ex cestista spagnolo
- 1974 - Emma, cantante britannica
- 1974 - Kazuko Ikeda, ex sciatrice alpina giapponese
- 1974 - Susie O'Neill, ex nuotatrice australiana
- 1974 - Kimmo Savolainen, saltatore con gli sci finlandese
- 1974 - Danilo Toninelli, politico italiano
- 1974 - Lisdeivis Víctores, ex cestista cubana
- 1975 - Hüseyin Beşok, ex cestista turco
- 1975 - Jesper Brugge, ex sciatore alpino e sciatore freestyle svedese
- 1975 - Andrés Fleurquín, ex calciatore uruguaiano
- 1975 - Mariana Loyola, attrice cilena
- 1975 - Isabel Macedo, attrice argentina
- 1975 - Tamás Molnár, ex pallanuotista ungherese
- 1975 - Yasuhiro Nagahashi, allenatore di calcio e ex calciatore giapponese
- 1975 - Martín Posse, ex calciatore argentino
- 1975 - Íngrid Rubio, attrice spagnola
- 1975 - Naoki Sakai, ex calciatore giapponese
- 1975 - Carlos Luciano da Silva, ex calciatore brasiliano
- 1975 - Joel Villanueva, politico filippino
- 1975 - Xu Huaiwen, ex giocatrice di badminton cinese
- 1976 - Matteo Bisiani, ex arciere italiano
- 1976 - Georgi Davidov, ex cestista e allenatore di pallacanestro bulgaro
- 1976 - Sébastien Desabre, allenatore di calcio e dirigente sportivo francese
- 1976 - Reyes Estévez, mezzofondista spagnolo
- 1976 - Rebecca Evans, politica gallese
- 1976 - Jay Heaps, dirigente sportivo, allenatore di calcio e ex calciatore statunitense
- 1976 - Leslie Leo, ex calciatore salomonese
- 1976 - Goran Lojo, allenatore di pallacanestro bosniaco
- 1976 - Francesco Vidotto, scrittore italiano
- 1976 - Michael Weiss, ex pattinatore artistico su ghiaccio statunitense
- 1976 - Kati Wilhelm, ex sciatrice nordica tedesca
- 1976 - Sam Worthington, attore australiano
- 1977 - Julián Alonso, allenatore di tennis e ex tennista spagnolo
- 1977 - Klodian Asllani, ex calciatore albanese
- 1977 - Alex Cendron, attore italiano
- 1977 - Roman Cress, ex velocista marshallese
- 1977 - Edward Furlong, attore statunitense
- 1977 - Katrin Griesser, attrice austriaca
- 1977 - Róbert Kovács, pallanuotista ungherese
- 1977 - Martyn Naylor, ex calciatore inglese
- 1977 - Jap, rapper italiano
- 1977 - Marc Rizzo, chitarrista statunitense
- 1977 - Krzysztof Soszynski, artista marziale misto e lottatore polacco
- 1977 - Florian Stetter, attore cinematografico tedesco
- 1977 - Franco Venturini, pianista, compositore e docente italiano
- 1978 - Maccio Capatonda, comico, attore e sceneggiatore italiano
- 1978 - Seimata Chilia, ex calciatore vanuatuano
- 1978 - Goran Gavrančić, ex calciatore serbo
- 1978 - Deividas Šemberas, ex calciatore lituano
- 1979 - Henri Antchouet, ex calciatore gabonese
- 1979 - Manuel Arboleda, ex calciatore colombiano
- 1979 - Ryūji Bando, ex calciatore giapponese
- 1979 - Daniela Di Bari, calciatrice italiana
- 1979 - Thamar Henneken, ex nuotatrice olandese
- 1979 - Jiang Kun, allenatore di calcio e ex calciatore cinese
- 1979 - Hosea Kiprop Rotich, ex maratoneta keniota
- 1979 - Reuben Kosgei, siepista e maratoneta keniota
- 1979 - Colby Lewis, giocatore di baseball statunitense
- 1979 - Lu Bofei, ex calciatore cinese
- 1979 - Wolfgang Reich, schermidore tedesco
- 1979 - Kamal Saaliti, ex calciatore norvegese
- 1979 - Hitoshi Sogahata, ex calciatore giapponese
- 1979 - Juliana Steinbach, pianista brasiliana
- 1979 - Mathieu Turgeon, ginnasta canadese
- 1979 - Samo Udrih, ex cestista sloveno
- 1979 - Alessandro Vanni, doppiatore italiano
- 1979 - Łukasz Żygadło, pallavolista polacco
- 1980 - Jessy Ares, attore pornografico, cantante e modello tedesco
- 1980 - Ivica Banović, ex calciatore croato
- 1980 - Wladimir Baýramow, ex calciatore turkmeno
- 1980 - Nadia Bjorlin, attrice statunitense
- 1980 - Juanjo Camacho, ex calciatore spagnolo
- 1980 - Dingdong Dantes, attore, modello e conduttore televisivo filippino
- 1980 - Víctor Estrella Burgos, ex tennista dominicano
- 1980 - Moto Boy, cantante svedese
- 1980 - Peter Hütter, ex cestista austriaco
- 1980 - Todor Kolev, ex calciatore bulgaro
- 1980 - Guillaume Lacour, ex calciatore francese
- 1980 - Juan Leal, ex calciatore colombiano
- 1980 - Sébastien Meoli, ex calciatore svizzero
- 1980 - Ivan Musardo, artista marziale misto svizzero
- 1980 - Carlo Nicoletti, conduttore radiofonico italiano
- 1980 - Pat Noonan, allenatore di calcio e ex calciatore statunitense
- 1980 - Arismendy Peguero, ex velocista dominicano
- 1980 - Kaya Peker, ex cestista turco
- 1980 - Adriano Scianca, giornalista italiano
- 1980 - Aaron Staton, attore statunitense
- 1980 - Killian Virviescas, ex calciatore colombiano
- 1981 - Jorge Bava, allenatore di calcio e ex calciatore uruguaiano
- 1981 - Charlie Cheever, imprenditore e informatico statunitense
- 1981 - Morris Finley, ex cestista statunitense
- 1981 - Il'ja Abaev, ex calciatore russo
- 1981 - Vlad Miriță, cantante rumeno
- 1981 - Óscar Adrián Rojas, ex calciatore messicano
- 1981 - Kirsten Zöllner, ex cestista tedesco
- 1982 - Kacjaryna Barysevič, giornalista bielorussa
- 1982 - Patrick Bechter, ex sciatore alpino austriaco
- 1982 - Lelio Bonaccorso, fumettista, illustratore e poeta italiano
- 1982 - Karl Dickson, ex rugbista a 15 e arbitro di rugby a 15 inglese
- 1982 - Luka Elsner, allenatore di calcio e ex calciatore sloveno
- 1982 - Winsome Frazier, ex cestista statunitense
- 1982 - Ahmad Ali Jaber, ex calciatore iracheno
- 1982 - Hélder Postiga, allenatore di calcio e ex calciatore portoghese
- 1983 - Laura Bassett, ex calciatrice inglese
- 1983 - Michel Bastos, ex calciatore brasiliano
- 1983 - Angell Conwell, attrice e modella statunitense
- 1983 - Nick Diaz, artista marziale misto statunitense
- 1983 - Guo Xinxin, ex sciatrice freestyle cinese
- 1983 - Chelsea Hammond, ex lunghista giamaicana
- 1983 - Jasur Hasanov, calciatore uzbeko
- 1983 - Amílcar Henríquez, calciatore panamense († 2017)
- 1983 - Lan Hao-yu, cestista taiwanese
- 1983 - Uli Latukefu, attore e cantante australiano
- 1983 - Jimmy McKinney, ex cestista e attore statunitense
- 1983 - Wen Mukubu, cestista della Repubblica Democratica del Congo
- 1983 - Dženan Radončić, ex calciatore montenegrino
- 1983 - Jonathan Skjöldebrand, ex cestista svedese
- 1983 - Huston Street, giocatore di baseball statunitense
- 1984 - Vera Brosgol, fumettista russa
- 1984 - Brandon Browner, giocatore di football americano statunitense
- 1984 - Eugenia Costantini, attrice italiana
- 1984 - Nilla Fischer, calciatrice svedese
- 1984 - Paulo Garcés, calciatore cileno
- 1984 - Rafa Huertas, cestista spagnolo
- 1984 - Kenneth Kipkemoi, ex maratoneta e mezzofondista keniota
- 1984 - Nello Lorenzetti, ex cestista italiano
- 1984 - Chiara Mastalli, attrice italiana
- 1984 - Joel Mogorosi, ex calciatore botswano
- 1984 - Adelheid Morath, mountain biker tedesca
- 1984 - Daniel Mustafá, ex calciatore argentino
- 1984 - Britt Nicole, cantante statunitense
- 1984 - Giampaolo Pazzini, ex calciatore italiano
- 1984 - Sophie Polkamp, hockeista su prato olandese
- 1984 - Deepflow, rapper sudcoreano
- 1984 - Álvaro Sánchez, calciatore costaricano
- 1984 - Evina Stamatī, cestista greca
- 1984 - Ricardo Teixeira, pilota automobilistico angolano
- 1984 - J. D. Vance, politico e scrittore statunitense
- 1984 - Curtis Withers, ex cestista statunitense
- 1985 - Fernando Alexandre, ex calciatore portoghese
- 1985 - Marko Blažić, calciatore serbo
- 1985 - Ilija Bozoljac, allenatore di tennis e ex tennista serbo
- 1985 - Jimmy Briand, ex calciatore francese
- 1985 - Gökçen Denkel, pallavolista turca
- 1985 - Alain Durieux, arbitro di calcio lussemburghese
- 1985 - Stephen Ferris, ex rugbista a 15 irlandese
- 1985 - Lucas Fonseca, ex calciatore brasiliano
- 1985 - Jeong Seon-hwa, ex cestista sudcoreana
- 1985 - Macoumba Kandji, calciatore senegalese
- 1985 - Britt Lower, attrice statunitense
- 1985 - Highsnob, cantante e rapper italiano
- 1985 - Antoinette Nana Djimou, multiplista francese
- 1985 - Nayer, cantautrice e modella statunitense
- 1985 - Simon Niepmann, canottiere svizzero
- 1985 - Heidi Pelttari, hockeista su ghiaccio finlandese
- 1985 - David Hart Smith, wrestler canadese
- 1985 - Carlos Tobalina, pesista spagnolo
- 1985 - GeeGun, rapper e cantante ucraino
- 1986 - Chayse Evans, ex attrice pornografica statunitense
- 1986 - Lily Gladstone, attrice statunitense
- 1986 - Gong Zhenghao, calciatore macaense
- 1986 - Waleed Jassim Abdullah, calciatore qatariota
- 1986 - Christophe Kerbrat, calciatore francese
- 1986 - Ricardo Martinez, pallavolista francese
- 1986 - Amanda Polk, canottiera statunitense
- 1986 - Mathieu Razanakolona, ex sciatore alpino malgascio
- 1986 - Leonardo Sánchez, ex calciatore argentino
- 1986 - Yōjirō Takahagi, ex calciatore giapponese
- 1986 - Wanderley de Jesus Sousa, calciatore brasiliano
- 1986 - Ryōta Ōsaka, doppiatore giapponese
- 1987 - José Pedro Alberto, calciatore angolano
- 1987 - Yura Movsisyan, ex calciatore armeno
- 1987 - Marija Rjemjen', velocista ucraina
- 1987 - Dalila Schiesaro, nuotatrice artistica italiana
- 1987 - Laura Tanguy, modella francese
- 1987 - Andrew Warren, ex cestista statunitense
- 1987 - Bankroll Fresh, rapper statunitense († 2016)
- 1987 - Xu Yunli, pallavolista cinese
- 1988 - Elena Berlato, ex ciclista su strada italiana
- 1988 - Denise Faro, cantante e attrice italiana
- 1988 - Filip Filipov, ex calciatore bulgaro
- 1988 - Álex Granell, calciatore spagnolo
- 1988 - Artëm Jakovenko, ex cestista russo
- 1988 - Meghan Klingenberg, ex calciatrice statunitense
- 1988 - Villő Kormos, tuffatrice ungherese
- 1988 - Galimzhan Kosmukhambetov, giocatore di calcio a 5 kazako
- 1988 - Łukasz Michalski, ex astista polacco
- 1988 - Christoph Mick, ex snowboarder italiano
- 1988 - Masatoshi Mihara, calciatore giapponese
- 1988 - Marci Miller, attrice statunitense
- 1988 - Enis Murati, cestista kosovaro
- 1988 - Jairo Palomino, calciatore colombiano
- 1988 - Marko Prljević, calciatore serbo
- 1988 - Giulio Renzi Ricci, doppiatore italiano
- 1988 - Jamarr Sanders, cestista statunitense
- 1988 - Valent Sinković, canottiere croato
- 1988 - Lidia Sołtys, schermitrice polacca
- 1988 - Miguel Ángel Sánchez, calciatore cubano
- 1988 - Rocío Sánchez Moccia, hockeista su prato argentina
- 1988 - Golden Tate, giocatore di football americano statunitense
- 1988 - Guram Tetrašvili, ex calciatore russo
- 1988 - Katsumi Yusa, ex calciatore giapponese
- 1989 - Raymond Almazan, cestista filippino
- 1989 - Jailton Alves Miranda, calciatore capoverdiano
- 1989 - Priscilla Betti, attrice e cantante francese
- 1989 - Jonas Blue, disc jockey e produttore discografico britannico
- 1989 - Vladimir Bubanja, calciatore serbo
- 1989 - Nacer Chadli, calciatore belga
- 1989 - Marcel Gaus, ex calciatore tedesco
- 1989 - Melissa Hamilton, ballerina britannica
- 1989 - Bradley Lawson, pallavolista statunitense
- 1989 - Josimar Lima, ex calciatore capoverdiano
- 1989 - Simon Lugier, ex calciatore francese
- 1989 - Aleš Majer, ex calciatore sloveno
- 1989 - Antonio Mazzotta, calciatore italiano
- 1989 - Rudy Paige, rugbista a 15 sudafricano
- 1989 - Thomas Piermayr, calciatore austriaco
- 1989 - Relja Popović, cantante, rapper e attore serbo
- 1989 - Romell Quioto, calciatore honduregno
- 1989 - César Romero, ex calciatore statunitense
- 1989 - Matteo Trentin, ciclista su strada italiano
- 1989 - Ike Udanoh, allenatore di pallacanestro e ex cestista statunitense
- 1989 - Alla Šiškina, sincronetta russa
- 1990 - Stig Brenner, rapper norvegese
- 1990 - Alice Connor, attrice britannica
- 1990 - Vitalija D'jačenko, tennista russa
- 1990 - Marco De Filippo Roia, hockeista su ghiaccio italiano
- 1990 - Artëm Del'kin, calciatore russo
- 1990 - Skylar Diggins, cestista statunitense
- 1990 - Artur Karnoza, ex calciatore ucraino
- 1990 - Il'ja Kucharčuk, calciatore russo
- 1990 - Tony Mamodaly, ex calciatore tedesco
- 1990 - Matías Mier, calciatore uruguaiano
- 1990 - Nasta Palažanka, attivista bielorussa
- 1990 - Žanis Peiners, ex cestista lettone
- 1990 - Denis Rusu, calciatore moldavo
- 1991 - Anton Babikov, biatleta russo
- 1991 - Sherwood Brown, cestista statunitense
- 1991 - Domagoj Bubalo, ex cestista croato
- 1991 - Tamás Egerszegi, ex calciatore ungherese
- 1991 - Bruno Fitipaldo, cestista uruguaiano
- 1991 - Giuseppe Fonzi, ex ciclista su strada italiano
- 1991 - Leonel Galeano, calciatore argentino
- 1991 - Matt Hodgson, cestista australiano
- 1991 - Michael Hoyos, calciatore argentino
- 1991 - Hrafnhildur Lúthersdóttir, nuotatrice islandese
- 1991 - Evander Kane, hockeista su ghiaccio canadese
- 1991 - Davis Mensah, calciatore italiano
- 1991 - O Hyok-chol, calciatore nordcoreano
- 1991 - Zuleyka Silver, attrice e modella messicana
- 1991 - Evan Smotrycz, ex cestista statunitense
- 1991 - Dumitru Stajilă, calciatore moldavo
- 1991 - Jack Whelbourne, pattinatore di short track britannico
- 1992 - Charli XCX, cantautrice e compositrice britannica
- 1992 - Hallie Kate Eisenberg, attrice statunitense
- 1992 - Ray BLK, cantautrice britannica
- 1992 - Graham McIlvaine, pallavolista statunitense
- 1992 - Eddy Pascual, calciatore azero
- 1992 - Karel Pešek, pilota motociclistico ceco
- 1992 - Oussama Sahnoune, nuotatore algerino
- 1992 - Eriq Zavaleta, calciatore statunitense
- 1993 - Cassidy Gifford, attrice statunitense
- 1993 - Jordan Lucas, giocatore di football americano statunitense
- 1993 - Cornelia Mooswalder, cantante austriaca
- 1993 - Felipe Mora, calciatore cileno
- 1993 - Pablo Pérez Rodríguez, calciatore spagnolo
- 1993 - Gabe York, cestista statunitense
- 1993 - Jaromír Zmrhal, calciatore ceco
- 1994 - Dante Colle, attore pornografico statunitense
- 1994 - Jacob Collier, cantautore e polistrumentista britannico
- 1994 - Jonatan Goitía, calciatore argentino
- 1994 - Ji Xiaochen, pallavolista cinese
- 1994 - Sierra Katow, attrice, cabarettista e sceneggiatrice statunitense
- 1994 - Kazuki Kozuka, calciatore giapponese
- 1994 - Emil Krafth, calciatore svedese
- 1994 - Eider Merino, ciclista su strada spagnola
- 1994 - Franglish, rapper e cantante francese
- 1994 - Bruno Mendes, calciatore brasiliano
- 1994 - Laura Pigossi, tennista brasiliana
- 1994 - Dane Pineau, ex cestista australiano
- 1994 - Elena Prokof'eva, sincronetta russa
- 1994 - Alie Sesay, calciatore sierraleonese
- 1994 - Tang Yuanting, giocatrice di badminton cinese
- 1994 - Laremy Tunsil, giocatore di football americano statunitense
- 1994 - Oabnithi Wiwattanawarang, attore thailandese
- 1994 - Il'ja Šymanovič, nuotatore bielorusso
- 1995 - Dominic Ball, calciatore inglese
- 1995 - Jordi Calavera, calciatore spagnolo
- 1995 - Filippa Curmark, calciatrice svedese
- 1995 - Han Mi-jin, judoka sudcoreano
- 1995 - Mathias Hebo, calciatore danese
- 1995 - Katsuya Motoki, goista giapponese
- 1995 - Omar Jumaa, calciatore emiratino
- 1995 - Recep Niyaz, calciatore turco
- 1995 - Foyesade Oluokun, giocatore di football americano statunitense
- 1995 - Kristaps Porziņģis, cestista lettone
- 1995 - Hard GZ, rapper spagnolo
- 1995 - Nicolás Samayoa, calciatore guatemalteco
- 1995 - Song Duan, calciatrice cinese
- 1995 - Ezequiel Vidal, calciatore argentino
- 1996 - Federica Cesarini, canottiera italiana
- 1996 - Rogerio Alves dos Santos, calciatore brasiliano
- 1996 - Guzmán Corujo, calciatore uruguaiano
- 1996 - Tajay Gayle, lunghista giamaicano
- 1996 - Nicholas Hagen, calciatore guatemalteco
- 1996 - Keston Hiura, giocatore di baseball statunitense
- 1996 - Joris Kramer, calciatore olandese
- 1996 - Robert Madge, attore teatrale, commediografo e cantante britannico
- 1996 - Simone Manuel, nuotatrice statunitense
- 1996 - Moïse Nkounkou, calciatore congolese (Repubblica del Congo)
- 1996 - Pomme, cantautrice e musicista francese
- 1996 - Elisabeth Reisinger, sciatrice alpina austriaca
- 1996 - Marvell Tell, giocatore di football americano statunitense
- 1996 - Jordan Thomas, giocatore di football americano statunitense
- 1996 - Costinel Tofan, calciatore rumeno
- 1996 - KaVontae Turpin, giocatore di football americano statunitense
- 1996 - Tomislav Štrkalj, calciatore croato
- 1997 - Filip Balaj, calciatore slovacco
- 1997 - Clément Berthet, ciclista su strada e mountain biker francese
- 1997 - Thierry Catherine, calciatore francese
- 1997 - Hilmar Leon Jakobsen, ex calciatore faroese
- 1997 - Ke Jie, goista cinese
- 1997 - Adrián Káčerik, calciatore slovacco
- 1997 - Jesús Tonatiú López, mezzofondista messicano
- 1997 - Guilherme Mantuan, calciatore brasiliano
- 1997 - Austin Theory, wrestler statunitense
- 1997 - Enrico Zanoncello, ciclista su strada e pistard italiano
- 1997 - Ivan Šaponjić, calciatore serbo
- 1998 - Valentin Costache, calciatore rumeno
- 1998 - Luan Fiuza, giocatore di calcio a 5 brasiliano
- 1998 - Dante Hannoun, hockeista su ghiaccio canadese
- 1998 - Sophie Hansson, nuotatrice svedese
- 1998 - Julijana Janeva, lottatrice bulgara
- 1998 - Macarena Portales, calciatrice spagnola
- 1998 - Giarnni Regini-Moran, ginnasta britannico
- 1998 - Léo Jabá, calciatore brasiliano
- 1998 - Xhuliano Skuka, calciatore albanese
- 1998 - Jochem Vermeulen, mezzofondista belga
- 1999 - Emma Bale, cantante belga
- 1999 - Devon Dotson, cestista statunitense
- 1999 - Tasos Douvikas, calciatore greco
- 1999 - Mattias Lamhauge, calciatore faroese
- 1999 - Brayan Moreno, calciatore colombiano
- 1999 - Joël Piroe, calciatore olandese
- 1999 - Johannes Tartarotti, calciatore austriaco
- 1999 - Nik Čemažar, ex ciclista su strada sloveno
- 2000 - Sara Conti, pattinatrice artistica su ghiaccio italiana
- 2000 - Varvara Gračëva, tennista russa
- 2000 - Rodrigo Herrera, calciatore argentino
- 2000 - Mohammed Kudus, calciatore ghanese
- 2000 - Ibrahima Kébé, calciatore maliano
- 2000 - Hailey Langland, snowboarder statunitense
- 2000 - Andy Lyons, calciatore irlandese
- 2000 - Aaron Molinas, calciatore argentino
- 2000 - Domenico Pace, pallavolista italiano
- 2000 - Andrew Privett, calciatore statunitense
- 2000 - Jannes Wieckhoff, calciatore tedesco
- 2000 - Alix Wilkinson, ex sciatrice alpina statunitense
- 2000 - Wendel da Silva Costa, calciatore brasiliano

## XXI secolo(27)
- 2001 - Moa Boström Müssener, sciatrice alpina svedese
- 2001 - Andrés Ferro, calciatore venezuelano
- 2001 - Kiara Glasco, attrice canadese
- 2001 - Andrei Gorcea, calciatore rumeno
- 2001 - Maximilian Kabas, ciclista su strada austriaco
- 2001 - Sofia Mastroianni, nuotatrice artistica italiana
- 2001 - Eleri Smart, sciatrice alpina canadese
- 2001 - Patrick von Siebenthal, sciatore alpino svizzero
- 2002 - Festy Ebosele, calciatore irlandese
- 2002 - Ralph Priso, calciatore canadese
- 2002 - Apostolos Kōnstantopoulos, calciatore greco
- 2002 - Noam Malmoud, calciatore israeliano
- 2002 - Fran Miholjević, ciclista su strada croato
- 2002 - Suphanat Mueanta, calciatore thailandese
- 2002 - Fabrizio Peralta, calciatore paraguaiano
- 2002 - Talles Macedo Toledo Costa, calciatore brasiliano
- 2004 - Elijah Campbell, calciatore inglese
- 2004 - Gabin Janet, sciatore alpino svizzero
- 2004 - Issiaka Kamate, calciatore francese
- 2004 - Aljoscha Kemlein, calciatore tedesco
- 2004 - Ángelo Marchese, calciatore argentino
- 2004 - Julia Mühlbacher, saltatrice con gli sci austriaca
- 2004 - Augustine Njoku, calciatore nigeriano
- 2004 - Zhaklin Yakimova, nuotatrice artistica kazaka
- 2006 - Héctor Fort, calciatore spagnolo
- 2006 - Enrico Persiani, pilota automobilistico italiano
- 2006 - Alessandro Ragaini, nuotatore italiano